# Tammy Rae Carland
Tammy Rae Carland, née le 27 janvier 1965, est une photographe, vidéaste, rédactrice de fanzine américaine, doyenne du California College of the Arts (CCA) et ancienne copropriétaire du label de musique lesbienne indépendant Mr. Lady Records and Videos. Son travail est publié, projeté et exposé dans des galeries et des musées à New York, Los Angeles, San Francisco, Berlin et Sydney.

## Biographie
Tammy Rae Carland nait à Portland, dans le Maine, en 1965. Elle grandit avec 4 frères et sœurs et est élevée par sa mère célibataire. Elle est la première de sa famille à obtenir son diplôme d'études secondaires.

## Zines, vidéos et musique
À la fin des années 1980, alors qu'elle étudie la photographie à l'Evergreen State College, Carland cofonde la galerie d'art indépendante Reko Muse (alias wreck-o-muse) à Olympia, Washington avec une étudiante en photographie, Kathleen Hanna et une autre amie, Heidi Arbogast. Elles forment un groupe, Amy Carter, qui se produit lors d'expositions d'art. Kathleen Hanna fait souvent des performances à la galerie. Le groupe local Nirvana, dirigé par Kurt Cobain, joue périodiquement des concerts caritatifs pour soutenir la galerie.
Après la dissolution d'Amy Carter, Carland reste amie avec Kathleen Hanna. Elle collabore à la pochette du disque du groupe d'Hanna, Bikini Kill. Carland est également l'homonyme de la chanson de Bikini Kill For Tammy Rae de l'album Pussy Whipped (en). Elle collabore à la pochette d'album de groupes tels que The Fakes et The Butchies.
Hanna contribue au projet suivant de Carland, le fanzine  I (heart) Amy Cart. Parmi les autres contributrices figure Donna Dresch (en) du groupe queercore, Team Dresch. Les écrits de Carland dans les zines sont réédités dans A Girl's Guide to Taking Over the World édité par Karen Green et Tristan Taormino et The Riot Grrrl Collection édité par Lisa Darms.
Après la disparition du zine, Carland se concentre sur la photographie et la réalisation de films. Des extraits de son film Lady Outlaws and Faggot Wannabes sont insérés dans le documentaire She's Real, Worse Than Queer (en) de Lucy Thane (en), et Carland est également interviewée dans ce film. Elle participe à Joanie4Jackie, une compilation de films créé par Miranda July, qui présente Dear Mom et Becky 1977. Ses vidéos Live From Somewhere Odd Girl Out et Lady Outlaws and Faggot Wannabes sont projetées à l'échelle nationale et internationale.
De 1997 à 2005, Carland codirige Mr. Lady Records and Videos. Mr. Lady était un label de disques indépendant et une société de distribution vidéo destinée à la promotion de la culture féministe et queer. Mr. Lady publie des enregistrements de The Butchies, Kaia Wilson (l'ex-partenaire de Carland et cofondatrice de Mr. Lady) et Le Tigre.

## Photographie
Les photographies de Carland apparaissent dans le livre The Passionate Camera: Photography and Bodies of Desire édité par Deborah Bright (en) et Lesbian Art in America édité par Harmony Hammond. Carland possède plusieurs œuvres exposées dans des musées et des galeries. Elle est actuellement représentée par la Galerie Jessica Silverman.
Carland se décrit comme créatrice plutôt que documentariste dans sa pratique artistique. Ses photographies sont soigneusement mises en scène plutôt que capturées sur l'instant. Elle cite Bernd et Hilla Becher, Felix Gonzales-Torres et Imogen Cunningham comme influences pour sa série Lesbian Beds. La série contient des photographies de lits défaits de ses amies, toutes prises depuis la même perspective aérienne, quelques minutes seulement après avoir été quittés. Dans la série Horror Girls, Carland se déguise pour recréer des scènes et des personnages de films d'horreur. Dans On Becoming: Billy and Katie 1964, Carland crée des portraits instantanés d'elle habillée comme ses parents. Photoback  est une série dans laquelle elle a photographié des photos trouvées avec des légendes écrites à la main au dos. Keeping House est une série que Carland a réalisée avec Kaia Wilson, mettant en scène leur vie de famille ensemble. La série Post Partum Portraits est créée après que Carland soit devenue mère. Sa série Archive of Feelings est présentée dans Alien She (en) : Examining the sustainable impact of Riot Grrrl, une exposition organisée au Yerba Buena Center for the Arts à San Francisco, en Californie, et au Orange County Museum of Art (en)

## Enseignement
Carland est doyenne au California College of the Arts où elle est également professeure de photographie et de beaux-arts. Elle enseigne à l'université de Caroline du Nord à Chapel Hill et à l'université DePauw, en Indiana.

## Dans la culture populaire
Le nom de Carland apparaît dans les paroles de la chanson Hot Topic de Le Tigre. Son nom apparaît également dans la chanson For Tammy Rae de Bikini Kill.